# Lefki.B
Blanca Noguera i Coll (Ciutadella, 2002), coneguda a les xarxes socials com a Lefki.b, és una creadora de contingut literari i cultural menorquina en llengua catalana.
L'any 2020 començà a publicar vídeos a TikTok durant la pandèmia de la COVID-19, en què compartia recomanacions de llibres en català a partir d'obres que li regalaven. Amb el temps, començà a rebre novetats editorials i guanyà presència dins de l'àmbit literari en català. En el seu contingut inclou i reivindica la visibilització de la literatura de les Illes, la descentralització dels continguts digitals i la divulgació lingüística, amb especial atenció a la variant menorquina.
En l'àmbit polític, milita al Jovent Republicà de Menorca, exerceix com a portaveu de les Illes Balears i Pitiüses i formà part de la candidatura d'Ara Repúbliques a les eleccions al Parlament Europeu de 2024, ocupant el lloc número 19 de la llista.
L'any 2025 va ser reconeguda als Premis CRIT com a finalista en la categoria de millor creadora emergent i va rebre el premi en la categoria d'art i cultura.